# László Tápay-Szabó
László Tápay-Szabó, pe numele real László János Szabó, (n. 20 iunie 1874, Seghedin, Ungaria – d. 18 mai 1941, Budapesta, Regatul Ungariei) a fost un jurnalist, scriitor, istoric cultural, jurist, publicist și profesor universitar maghiar. El este tatăl scriitoarei Gabriella Tápay-Szabó.

## Biografie
S-a născut la Szeged ca fiul al lui István Szabó și al Juliannei Hegedűs. A urmat liceul la Szeged și apoi studii de drept la Universitatea din Budapesta. A fondat în 1891, împreună cu profesorul János Bódogh, ziarul Gyorsirászati Közlöny, la care a fost unul dintre angajații principali. În 1893 s-a angajat la Szegedi Hiradó și tot în același an la Budapesti Hirlap. În 1894 s-a întors la Szeged și a lucrat la Szegedi Hírlaphoz; la sfârșitul anului a ajuns redactor al ziarului Hazánk. La sfârșitul anului 1895 a devenit redactor la cotidianul politic Tiszántúl din Oradea și mai târziu a lucrat la ziarul politic arădean Arad és Vidéke. În perioada 1896-1898 a lucrat la Pesti Napló, între anii 1898-1901 la Pesti Hirlap, iar din 1901 la Budapesti Hirlap și la Esti Ujság; a redactat rublica parlamentară și a fost corespondent politic al celor două ziare. Mai târziu, a fost redactor-șef adjunct al ziarului Est1.
Din 1918 a fost profesor asociat la Universitatea din Cluj și din 1919 a fost al ziarului de dreapta Új Nemzedék. În 1923 a emigrat în Statele Unite ale Americii și a predat literatura maghiară la Universitatea Columbia. După ce s-a întors în Ungaria a lucrat la ziarul Pesti Napló și din 1939 la ziarul Újság. Începând din 1930 a fost profesor titular la Universitatea din Szeged. La 22 iunie 1901 s-a căsătorit în cartierul Józsefváros din Budapesta cu Gabriella Lujzá Gahlen (n. 3 iunie 1874, Székesfehérvár – d. 30 aprilie 1956, Terézváros, Budapesta).

## Activitatea literară
Lucrarea Jókai élete és művei [Viața și scrierile lui Mauriciu Jókai], publicată în 1904, colectează conștiincios cele mai semnificative date biografice și bibliografice ale scriitorului maghiar Mór Jókai.

## Opera literară
- A gyorsírás tanításának módszertana. Szeged, 1893.
- Kalandozások a filozófia országában. Szeged, 1894. (colecție de articole pe care le-a scris sub pseudonimul dr. Mephisto în Szegedi Napló).
- Az ismeretlen és a lelki problemák. Flammarion után ford. Szeged, 1900. 2 vol. (ediția a II-a, 1906).
- Pályamutató. Budapesta, 1901. (sub pseudonimul Amicus Juventutis; ediția a II-a, 1904; ediția a III-a, 1908).
- Jókai élete és művei [Viața și scrierile lui Jókai]. Budapesta, 1904. (colecția Budapesti Hirlap nr. 293, Egyet. Philol. Közlöny 1905.).
- Az írás mestersége. Budapesta, 1907.
- A modern újságírás. Budapesta, 1916.
- Az igazi Amerika. Ghid de călătorie, Budapesta, 1925.
- Szegény ember gazdag élete. Memorii, Budapesta, 1928.
- Az auránai perjelség. Budapesta, 1930.
- Az emberiség története. Budapesta, 1936.
- Csokonai. Biografie romanțată, Budapesta, 1941.